# Zalaegerszegi Szimfonikus Zenekar
A Zalaegerszegi Szimfonikus Zenekar 1957-ben alakult, mint kamarazenekar, a zalaegerszegi Pálóczi Horváth Ádám zeneiskola tanáraiból, valamint a városban élő, hangszeres tudással rendelkező zenekedvelőkből. Később a helyi katonazenekarral bővülve szimfonikus zenekarrá bővült. 1991 óta egyesületi formában működik, 1998-ban közhasznú szervezetként vette nyilvántartásba a Zala Megyei Bíróság.

## Vezetői
A zenekar élén az elmúlt évtizedekben több karmester állt.  A leghosszabb ideig, 1971-től 2006-ig Gellért Zoltán vezette az együttest. Őt rövid ideig három karmester Stauróczky Balázs, Janászek Ferenc és Pál János követte. Majd 2012 őszéig Samu Sándor vezényelte a zenekart. 2012 októberétől pedig Pál János és Vörös István állnak a karmesteri pulpituson.

## Fellépései
A Zalaegerszegi Szimfonikus Zenekar rendszeresen fellép Zalaegerszeg város kiemelt rendezvényein. Minden évben tart koncertet a Zene Világnapján, október 23-án, Adventkor, és májusban a Város Napján. Ezen kívül több esti hangversenyt és ifjúsági koncerteket is szervez. Az elmúlt években több ízben fellépett külföldön. Zalaegerszeg németországi testvérvárosaiban, Kuselben és Marlban, Valamint Ausztriában és Franciaországban is adott koncertet.
A zenekar heti két alkalommal tart kétórás próbát a Pálóczi Horváth Ádám zeneiskolában.
http://www.zalaegerszegiszimfonikus.hu/ Archiválva 2014. április 25-i dátummal a Wayback Machine-ben